# Nikolaj Lie Kaas
Pour les articles homonymes, voir Kaas.
Nikolaj Lie Kaas est un acteur danois, né le 22 mai 1973 à Rødovre, en Hovedstaden. Il se fait connaître grâce au rôle de Carl Mørck dans la série cinématographique Les Enquêtes du département V (2013-2021), d'après les romans de l'écrivain danois Jussi Adler-Olsen.

## Biographie
Nikolaj Lie Kaas naît en mai 1973 à Rødovre, en Hovedstaden. Son père, Preben Kaas (da), est acteur, et sa mère, Anne Mari Lie (da), écrivaine.
Il a quatre demi-frères-sœurs du côté paternel, dont Jeppe Kaas (da) (né en 1966), Pernille Kaas, Lone Kaas (né en 1956) et Hanne Kaas.
Ses parents se séparent en 1975. Il vit avec sa mère et sa grand-mère à Rødovre, et ne voit plus son père.

### Vie privée
Le 1er août 2008, Nikolaj Lie Kaas se marie avec Anne Langkilde, styliste et maquilleuse, à l'hôtel de ville de Copenhague. Ils ont ensemble deux enfants, Gerda Lie Kaas (née en 2006) et Esther Lie Kaas (née en 2010).

## Carrière
À l'âge de 17 ans, il commence sa carrière d'acteur au cinéma dans le film The Boys from St. Petri de Søren Kragh-Jacobsen, sortie en 1991.
En 1998, il obtient son diplôme, et joue dans des pièces de théâtre telles que Den vægelsindede (da) et Ivanhoe[Laquelle ?] au Théâtre royal danois, à Copenhague. Même année, il joue dans le film Les Idiots de Lars von Trier.
En 2001, il incarne le personne nommé « P », ami imaginaire d'une petite fille qui, après la mort de celle-ci, devient soudainement une personne réelle, dans le film dramatique Un véritable humain (Et rigtigt menneske) d'Åke Sandgren.
En 2002, il remporte le prix Reumert (da) du meilleur rôle masculin pour son rôle-titre dans Peer Gynt.
En 2003, il interprète deux rôles dans la comédie Les Bouchers verts (De grønne slagtere) d'Anders Thomas Jensen, dont le boucher Bjarne et l'handicapé mental Eigil, avec Mads Mikkelsen. L'histoire se concentre sur deux compagnons qui doublent leurs efforts pour faire fonctionner leur boucherie, jusqu'au jour où ils mettent la main sur une viande très spéciale qui est rapidement convoitée par les clients de la ville.
En 2013, il devient l'inspecteur Carl Mørck dans Les Enquêtes du département V : Miséricorde (Kvinden i buret) de Mikkel Nørgaard, premier de la série de six films adaptés des romans de l'écrivain danois Jussi Adler-Olsen.

## Filmographie

### Cinéma

#### Longs métrages
- 1991 : The Boys from St. Petri (Drengene fra Sankt Petri) de Søren Kragh-Jacobsen : Otto Hvidmann
- 1994 : Une enfance en Fionie (Min fynske barndom) d'Erik Clausen : Carl
- 1996 : David's Book (Davids bog) de Lasse Spang Olsen : Jacob
- 1998 : Les Idiots (Idioterne) de Lars von Trier : Jeppe
- 1999 : Possessed (Besat) d'Anders Rønnow Klarlund : Morten
- 2000 : Lumières dansantes (Blinkende lygter) d'Anders Thomas Jensen : Stefan
- 2000 : Max de Trine Piil Christensen : Spacy
- 2001 : Un véritable humain (Et rigtigt menneske) d'Åke Sandgren : P
- 2001 : Jolly Roger de Lasse Spang Olsen : L'archange Theobalt
- 2002 : Old Men in New Cars (Gamle mænd i nye biler) de Lasse Spang Olsen : Martin
- 2002 : Open Hearts (Elsker dig for evigt) de Susanne Bier : Joachim, fiancé de Cæcilie
- 2003 : Les Bouchers verts (De grønne slagtere) d'Anders Thomas Jensen : Bjarne / Eigil
- 2003 : Rembrandt de Jannik Johansen : Kiosk-Karsten
- 2003 : Reconstruction de Christoffer Boe : Alex David
- 2003 : Dogville de Lars von Trier : Tom
- 2004 : Brothers (Brødre) de Susanne Bier : Jannik
- 2005 : Solkongen de Tomas Villum Jensen : Tommy
- 2005 : Adam's Apples (Adams Æbler) d'Anders Thomas Jensen : Holger
- 2005 : Murk (Mørke) de Jannik Johansen : Jacob
- 2005 : Allegro de Christoffer Boe : Alex
- 2006 : Clash of Egos (Sprængfarlig bombe) de Tomas Villum Jensen : Claus Volter
- 2006 : Pu-239 de Scott Z. Burns : Tusk
- 2007 : Just Another Love Story (Kærlighed på film) d'Ole Bornedal : Sebastian
- 2008 : La Candidate (Kandidaten) de Kasper Barfoed : Jonas Bechmann
- 2009 : Anges et Démons (Angels and Demons) de Ron Howard : Mr Gray
- 2009 : Ved verdens ende de Tomas Villum Jensen : Adrian Gabrielsen
- 2009 : Applaus de Martin Zandvliet : L'acteur
- 2009 : À l'autre bout du monde (Ved verdens ende) de Tomas Villum Jensen : Adrian Gabrielsen
- 2010 : Chantier conjugal (Parterapi) de Kenneth Kainz : Anders Agerbo
- 2010 : Varg Veum - Skriften på veggen de Stefan Faldbakken : Kniven
- 2011 : Seule contre tous (The Whistleblower) de Larysa Kondracki : Jan Van Der Velde
- 2011 : Dirch de Martin Zandvliet : Dirch Passer
- 2011 : Orla Frøsnapper de Peter Dodd : Orla Frøsnapper (voix)
- 2011 : Beast de Christoffer Boe : Valdemar
- 2012 : Sover Dolly på ryggen ? d'Hella Joof : Gordon Dennis
- 2013 : Un tireur sur le toit (Skytten) d'Annette K. Olesen : Thomas Borby
- 2013 : Mad Ship de David Mortin : Tomas Sorenson
- 2013 : Les Enquêtes du département V : Miséricorde (Kvinden i buret) de Mikkel Nørgaard : Carl Mørck
- 2014 : A Second Chance (En chance til) de Susanne Bier : Tristan
- 2014 : Enfant 44 (Child 44) de Daniel Espinosa : Ivan Sukov
- 2014 : Les Enquêtes du département V : Profanation (Fasandræberne) de Mikkel Nørgaard : Carl Mørck
- 2015 : Men and Chicken d'Anders Thomas Jensen : Gregor
- 2016 : The Last King (Birkebeinerne) de Nils Gaup : Orm
- 2016 : Les Enquêtes du département V : Délivrance (Flaskepost fra P) d'Hans Petter Moland : Carl Mørck
- 2017 : Du forsvinder de Peter Schønau Fog : Frederik Halling
- 2018 : Les Enquêtes du département V : Dossier 64 (Journal 64) de Christoffer Boe : Carl Mørck
- 2019 : Kollision de Mehdi Avaz : Leo
- 2020 : Riders of Justice (Retfærdighedens ryttere) d'Anders Thomas Jensen : Otto
- 2022 : Fædre & mødre de Paprika Steen : Tommy
- 2024 : Vejen hjem de Charlotte Sieling : Christian
- 2025 : The Last Viking d'Anders Thomas Jensen : Anker

#### Courts métrages
- 2001 : Hr. Boe & Co.'s Anxiety de Christoffer Boe : Leo
- 2011 : Grantræet de Lars Ostenfeld : Le sapin (voix)

### Télévision

#### Séries télévisées
- 1999 : Taxa : Dan
- 2000 : Edderkoppen : Rudolf Novak
- 2001 : Les Sept Élus (De Udvalgte) : Bjørn Christensen
- 2002 : Rejseholdet : Eik Nielsen
- 2004 - 2005 : The Fairytaler : Grantræe
- 2007 : Danny : Thomas
- 2008 : Commissaire Anders (Der Kommissar und das Meer) : Aron Bjarke
- 2012 : The Killing (Forbrydelsen) : Mathias Borch
- 2015 : Les Initiés (Bedrag) : Alexander « Sander » Sødergren
- 2017 - 2019 : Britannia : Divis
- 2019 : Face to Face (Forhøret) : Sebastian
- 2022 : L'Hôpital et ses fantômes (Riget Exodus) : Filip Naver
- 2024 : Families like Ours (en) (Familier som vores) de Thomas Vinterberg : Jacob (mini-série)

#### Téléfilms
- 1999 : Kajen mod vest d'Alexa Ther : Fak
- 2000 : Den vægelsindede d'Emmet Feigenberg : Torben

## Récompenses et distinctions
- 2011 : Ove Sprogøe Prisen[5],[6]